# Lista de megalitos da Galiza
Esta é uma lista de monumentos megalíticos da Galiza, ordenados por províncias.

## A Corunha
| Denominação                   | Localização            | Data ocupação      | Observações |
| Arca da Piosa                 | Zas                    |                    | Conserva quatro ortóstatos da câmara poligonal e dois do corredor (de mais de um metro). O poeta Eduardo Pondal situou aqui a tumba do mítico guerreiro Brandomil. |
| Arca do Barbanza              | Boiro                  |                    | Localizada nos Chans de Iruite. É o de maiores dimensões do Barbanza, com 6,60 m de comprimento, três eles do corredor. Câmara poligonal que conserva seis ortóstatos, faltando-lhe o da cabeceira. |
| Casota de Freáns              | Vimianzo               | 2500-2000 a.C.     | Encontra-se na paróquia de Berdóias. De pequenas dimensões conserva-se em bastante bom estado. Tem planta retangular com um comprimento de 2,70 metros. Nele apreciam-se gravados em forma de pequenas grotas e cruzes. Conhecido por ser um exemplo de Cista megalítica, e dizer, dólmen tardio de pequenas dimensões, exemplo de tipologia de finais do megalitismo. Construiu-se com granito das cercanias. Na superfície interior dos três ortóstatos que sustêm a tampa apreciam-se gravuras com motivos cruciformes e caçoletas de cronologia incerta. |
| Casota do Fusiño              | Boiro                  |                    | Situada nos Chans de Iruite. Conserva sete ortóstatos da câmara poligonal e dois ortóstatos do corredor. |
| Casota do Páramo              | Boiro                  |                    | Situada nos Chans do Iruite. De câmara poligonal com corredor, formada por sete ortóstatos e com a tampa partida. |
| Dólmen da Pedra da Arca       | Vimianzo               |                    | Também conhecido como Casa das Mouras ou mouros, perto do Castro de Regoelle em Dumbria Com um comprimento de 7,50 metros (3,80 de câmara). Conserva três ortóstatos e corredor de dois trechos parcialmente coberto pelo túmulo. Podem-se apreciar restos de gravuras similares às de Dombate, linhas onduladas e manchas vermelhas. |
| Dólmen da Cavada              | Boiro                  |                    | Encontra-se nos Chans de Iruite. A câmara encontra-se parcialmente oculta pelo túmulo. Conserva oito ortóstatos. |
| Dólmen de Alazo               | Frades                 |                    | De grandes dimensões. Também conhecido como Dólmen de Penedo de Guntín. Encontra-se derrubado (seis ortóstatos ) como conseqüência das obras da concentração de terras de 1995. |
| Dólmen de Argalo              | Noia                   |                    | Não conserva a tampa, perdida a princípios do século XX, mas sim os sete ortóstatos da planta poligonal. A entrada está orientada para leste. Escavado por C. García Martínez em 1980, foi descoberto um anel pétreo rodeando o túmulo, a mais de pontas de flecha, uma faca de sílex, dois machados e restos de cerâmica. |
| Dólmen de Axeitos             | Ribeira                |                    | Sito na paróquia de Oleiros. Conhecido como o "Partenão galego". Planta poligonal com corredor formada por sete ortóstatos. É propriedade da Deputação da Corunha. a sua situação encontra-se vem assinalada no aceso ao complexo das Dunas de Corrubedo.Orientação tradicional a leste. |
| Dólmen de Cabaleiros          | Tordoia                |                    | Conhecido também como Casa da Moura. Câmara poligonal formada por sete ortóstatos. Propriedade da Deputação Provincial da Corunha. Sem escavar. |
| Dólmen de Dombate             | Cabana de Bergantiños  | 3.900 - 2.700 a.c. | |
| Dólmen de Recesinde           | Vimianzo               |                    | Situa-se na paróquia de Carantonha. Conserva seis ortóstatos da câmara poligonal. Pouco visível por se encontrar oculto pelo túmulo de grande tamanho, embora parcialmente destruído. |
| Dólmen de Serramo             | Vimianzo               |                    | Também conhecido como Pedra da Lebre. Possui planta poligonal composta de cinco ortóstatos e um pequeno corredor. As pedras que formam este megálitos destacam-se pelas suas grandes dimensões. |
| Dólmen de Vilaseco            | Vimianzo               |                    | Próximo a Berdoias. Encontra-se numa leira privada. |
| Dólmen de Zaramacedo          | Santiago de Compostela |                    | Situado na paróquia de Bando. Conserva a câmara de reduzidas dimensões. Próximos a ele existiam outros monumentos megalíticos já quase desaparecidos. Não foi escavado. |
| Fornela dos Mouros            | Laxe                   |                    | Situa-se em Aplazadoiro. Cista megalítica característica da fase final do megalitismo galego. Compõe-se de três ortóstatos dispostos dum jeito retangular. |
| Forno dos Mouros - A Moruxosa | Toques                 |                    | Escavado por Jacobo Vaquero entre 1987 e 1989. Tem câmara poligonal composta de sete ortóstatos e corredor de dois trechos. No interior apareceram restos de pintura vermelha e negra sobre uma base branca, em forma de ziguezagues. |
| Forno dos Mouros              | Ortigueira (Galiza)    | 4400 a.C.          | Pertencente à Necrópole de Forno dos Mouros. Um dos dolmens mais antigos da Galiza. Estudado na década de 1940 por Federico Maciñeira. Conserva sete ortóstatos de quartzito na câmara e dois no corredor. Mede 3,20 metros por 3 metros. Foi deslocado para o Centro Arqueolóxico Federico Maciñeira |
| Forno dos Mouros              | Mañón                  |                    | Pertencente à Necrópole de Pena Branca. Catalogado na década de 1940 por Federico Maciñeira. |
| Necrópole dos Campiños        | Rianxo                 |                    | Composta por seis túmulos, o nº 6 foi escavado por Fábregas e De La fuente em 1984. Consta de sete ortóstatos. Encontra-se reconstruído. |
| Dólmen de Pedra Cuberta       | Vimianzo               |                    | Sito na paróquia de Treos perto da aldeia de Arxomil. É de grandes proporções com um corredor de entrada de mais de seis metros de longo e com uma altura de quase dois metros. Falta-lhe a laje de cobrimento da câmara principal. Nele foi encontrada a pintura de um ídolo em cores vermelha e negra sobre branco. |
| Pedra da Arca                 | Malpica de Bergantiños | 3000 a 2500 a.c.   | Situado na paróquia de Cerqueda. Mal estado de conservação. |
| Pedra da Xesta                | Boiro                  |                    | Localiza-se nos Chans de Iruite. O túmulo encontra-se destruído embora conserva restos da couraça e o anel pétreo. Trata-se de uma pequena cista retangular composta por seis ortóstatos (2 m. de longo, 90 cm. de largo e 90 cm. de alto). |
| Pedra moura de Aldemunde      | Carvalho               |                    | Carece de túmulo. Ortóstatos removidos. |
| Pedra Moura de Monte Carneo   | Vimianzo               |                    | De planta poligonal e corredor curto. |
| Pedra Vixía                   | Zas                    |                    | Conformado por nove ortóstatos, encontra-se em nossos dias profundamente alterado. |
| Pena da raposa                | Melide                 |                    | Escavado nos anos 20. Consta de câmara poligonal e um curto corredor. Encontra-se muito alterado, carecendo de laje de cobrimento. |
| Mina da Parxubeira            | Mazaricos              |                    | Também conhecido como Dólmen de Corveira. Foi escavado por Antón Rodríguez Casal entre 1977 e 1984, descobrindo na periferia do túmulo quatro estelas antropomorfas e alguns betilos, cerâmica campaniforme, lâminas de sílex, uma ponta de flecha... |
| Menir de Sirves               | Ribeira                |                    | Na paróquia de Olveira, no lugar de Sirves. |

## Lugo
| Denominação                 | Emprazamento     | Data ocupação | Observações |
| Dólmen de Abuíme            | O Saviñao        |               | Possui uma câmara poligonal de aproximadamente 2 metros de altura, conserva cinco ortóstatos, do total de dez que o formavam originariamente. A tampa foi subtraída a princípios do século XX. |
| Dólmen de Bravos            | Outeiro de Rei   |               | Quando pequeno tamanho e parcialmente oculto no seu túmulo. Consta de sete ortóstatos da câmara poligonal e restos do corredor. |
| Dólmen de Hospital          | A Fonsagrada     |               | Perto do antigo Hospital de peregrinos de Montouto. Conserva quatro ortóstatos de grandes dimensões. Não conserva túmulo. |
| Capela dos Mouros           | Vilalba          |               | Necrópole de dois túmulos. Foi estudado na década de 1950 por Georg e Vera Leisner. Conserva quatro ortóstatos da câmara e dois do corredor partidos. |
| Chao de Mazós               | Begonte          |               | Conserva o túmulo. A câmara é formada por sete ortóstatos de pequeno tamanho. |
| Dólmen de Mollafariña       | Xermade          |               | Câmara poligonal composta por dez ortóstatos de quartzito. Encontra-se em mal estado de conservação. |
| Dólmen de Moruxosa          | Friol            |               | Pequeno dólmen formado por seis ortóstatos que formam uma câmara poligonal de 1,70 por 1,50. Conserva restos do túmulo. |
| Pedra da Arca (A Pontenova) | A Pontenova      |               | Dele só se conserva um ortóstato que mede 1,50m de altura, 1,20 de largura e 12 cm. de espessura. |
| Roza das Modias             | Vilalba          |               | Situado na paróquia de San Xoán de Alba no monte de Galde. Faz parte de uma necrópole composta por seis túmulos. O túmulo tem 12 metros de diâmetro e 1,50 de altura. A câmara é poligonal sem laje de cobrimento e oito ortóstatos visivelmente inclinados para o interior. Quatro deles possuem gravuras muito visíveis, de linhas onduladas paralelas. |
| Santa Mariña                | O Incio - Sarria |               | Necrópole composta por trinta túmulos no monte do mesmo nome. Alguns conservam restos da câmara megalítica Foi escavada sob a direção de Antón Rodríguez Casal. |
| Santo Tomé                  | O Valadouro      |               | Dólmen situado perto do recinto do curro. Encontra-se semi-soterrado no seu túmulo e conformado por quatro ortóstatos e tampa. Tem uma altura de 1,50 metros. |

## Ourense
| Denominação             | Localização | Data ocupação      | Observações |
| Casa da Moura           | Entrimo     |                    | Um dos mais espetaculares da Galiza pelas suas dimensões e o bom estado de conservação. Situado no lugar de Queguas. A câmara consta de seis ortóstatos que sustêm uma tampa de grandes dimensões, e um corredor de um só trecho. Tem umas dimensões de 4 metros de comprimento e de dois de altura. |
| Casinha da moura        | Muíños      | 3.500 - 2.500 a.c. | Situado no Vale do Salas, junto à barragem. Trata-se de um dólmen de corredor. A construção da presa obrigou o seu translado. Escavou-o Florentino López Cuevillas em 1927, e em 1972 por Ferro Couselo. A câmara poligonal compõe-se de sete ortóstatos com uma tampa. Mede 2,85 por 2,60. |
| Casola do Foxo          | Muíños      | 3.500 - 2.500 a.c. | No Vale do Salas, muito perto de A Casinha da moura. É um dólmen de câmara simples poligonal composta de sete ortóstatos, com umas dimensões de 2,40 por 2,60 e uma altura de 1,20. Durante a escavação encontraram-se restos de cerâmica campaniforme. |
| Dólmen de Codesás       | Melón       |                    | Destruído. |
| Outeiro de Cavaladre    | Muíños      | 3.500 - 2.500 a.C. | No Vale do Salas. Trata-se de uma necrópole composta por quatorze túmulos. Dois deles, o M-1 e M-5, foram escavados por José María Eguileta entre 1990 a 1994. O M-1 tem uma câmara composta por nove ortóstatos e um corredor pouco diferenciado. Aportou um enxoval com abundosos fragmentos de cerâmica e pontas de flecha. O M-5 era do tipo cista formada por seis ortóstatos. Também contribuiu abundosos fragmentos cerâmicos, pontas de flecha e micrólitos. |
| Mamoa da Xirazga        | Beariz      |                    | |
| Mota Grande             | Verea       |                    | Túmulo de grandes dimensões cobre uma câmara megalítica composta por cinco ortóstatos. Foi escavado em 1990 e 1994 descobrindo-se restos de pintura em dois dos ortóstatos e uma gravura muito original. Faz parte de uma grande necrópole na Serra do Laboreiro composta por 130 túmulos na Espanha e Portugal. |
| Necrópole de San Cibrao | A Bola      |                    | Localiza-se na paróquia de Pardavela. O túmulo nº1 é composto por uma câmara megalítica quase-circular de oito ortóstatos, que mede 2,10 por 2,40 e um corredor com um trecho de 1,40 metros. A nº2 conserva parte do túmulo e uma câmara poligonal composta por oito ortóstatos. Mede 2 por 2,50 metros. |

## Pontevedra
| Denominação                     | Localização        | Data ocupação      | Observações |
| Casa dos Mouros                 | Vigo               | 3.000 - 1.800 a.c. | Sito em Candeán. Também conhecido como Dólmen de Candeán. O monumento conserva 5 lajes que lhe conferem uma planta poligonal com a entrada para o nascente. A laje da coberta aparece queda e apoiada num lateral. Conserva restos do túmulo. Tem umas dimensões de 3x2 metros e uma altura de dois metros. |
| Casinha da Moura                | Meis               |                    | Faz parte da Necrópole de Fonte do Lagarto. Conserva seis ortóstatos da planta poligonal. Em mal estado de conservação. |
| Chan da Arquiña                 | Moaña              |                    | Câmara poligonal e corredor orientado para leste. Conserva parte do túmulo. Escavou-o Ramón Sobrino Lorenzo-Ruza que o restaurou em 1953. Tem onze ortóstatos na câmara e cinco no corredor. A tampa encontra-se quebrada. Tem um comprimento total de 5,20 metros, largo de 3,45 e 2,20 de altura.         |
| Chão das formigas               | Vigo               |                    | |
| Chan de Armada                  | Marín              |                    | Conserva uma câmara poligonal com um corredor incipiente. |
| Chan de Castiñeiras             | Marín              |                    | Situado muito perto da Mamoa do Rei. A câmara formada por dez ortóstatos encontra-se muito alterada. Dois deles apresentam profusa decoração com linhas horizontais gravadas na superfície. A rodovia próxima destruiu grande parte do túmulo.                                                              |
| Couto dos mouros                | Rodeiro            |                    | A câmara encontra-se em parte semi-soterrada. Câmara poligonal composta por oito ortóstatos, um deles com visíveis restos pictóricos em ziguezagues vermelhos. Conserva um corredor de um trecho. |
| Mamoas do Coto da Pedreira      | Rodeiro            |                    | |
| Dólmen de Meixoeiro             | Mos                |                    | Também conhecido como Dólmen de São Cosme ou Dólmen das Minas. Localiza-se nos terrenos do Círculo Mercantil de Vigo, já que foi transladado do seu local original. É um dólmen de corredor curto orientado para leste com uma câmara composta por cinco ortóstatos.                                        |
| Mamoa da Cruz                   | Lalín              |                    | Faz parte de uma necrópole de seis túmulos, três deles recentemente destruídos ao arar um prado. Encontra-se em muito mal estado. Num dos ortóstatos encontraram-se gravuras serpentiformes. |
| Mamoa de Boi Morto              | A Estrada (Galiza) |                    | |
| Mamoa de Costa da Freiria       | Vigo               |                    | Escavada na década de 1930, conserva a câmara de planta poligonal composta por oito ortóstatos e restos do corredor orientado para o sudeste. |
| Mamoa do Rei                    | Redondela          |                    | Localizado na paróquia de Trasmaño (Redondela). Faz parte da Necrópole de Monte Penide (composta por 39 túmulos). Possui planta poligonal orientada para leste e conserva seis ortóstatos. O túmulo de terra é de um diâmetro de 15 metros e uns 2,5 de altura.                                             |
| Mamoa do Rei                    | Vilaboa            |                    | O dólmen situado no interior de um túmulo de 3 metros de altura e 30 metros por 20 encontra-se muito danificado. Conserva quatro ortóstatos do corredor. Num deles apareceram várias linhas de gravados em ziguezague sob um signo cruciforme.                                                              |
| Mamoa do Rei                    | Marín              |                    | |
| Mamuela                         | A Estrada (Galiza) |                    | |
| Necrópole de A Madroa           | Vigo               |                    | Conformado por dois túmulos muito próximos: O Nº 1 escavado clandestinamente conserva uma câmara poligonal composta por cinco ortóstatos orientada para leste. O Nº 2 compõe-se de uma câmara poligonal formada por sete ortóstatos quando pequeno tamanho e restos do corredor.                            |
| Necrópole de Marco do Camballón | Vila de Cruces     |                    | Composta por quinze túmulos, algum deles escavado como o Nº 5, no qual apareceram restos cerâmicos campaniformes, um disco perfurado e, num dos ortóstatos, gravuras serpentiformes e um motivo solar. |
| Menir de Gargantáns             | Moraña             |                    | Situada na paróquia de Gargantáns, trata-se de uma das poucas peças da Galiza que podem ser consideradas um menir pré-histórico. |

## Galeria de imagens

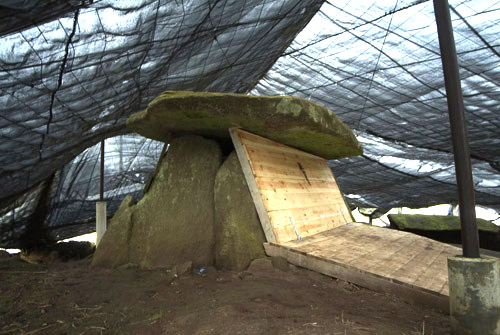
Dólmen de Dombate
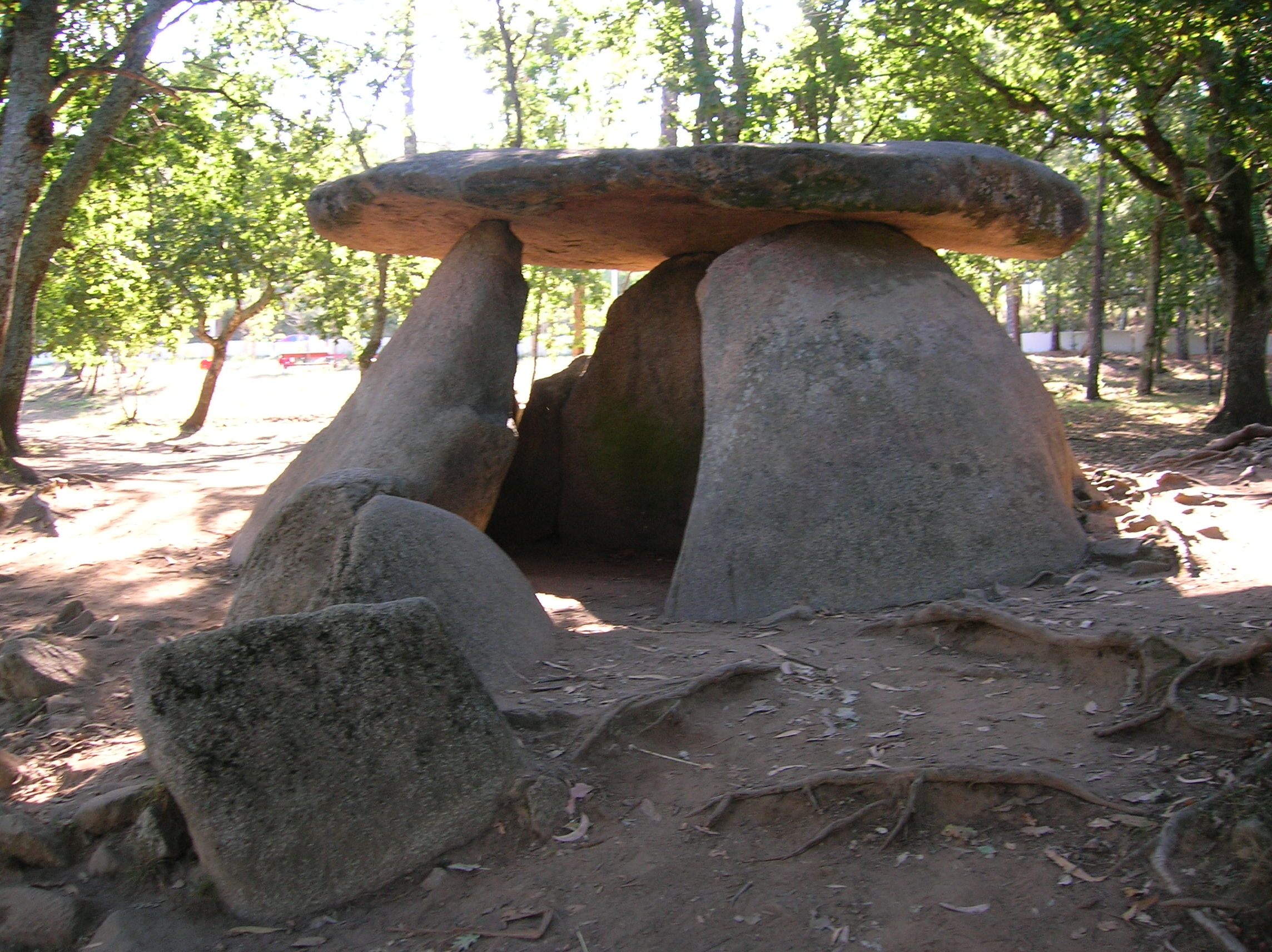
Dólmen de Axeitos
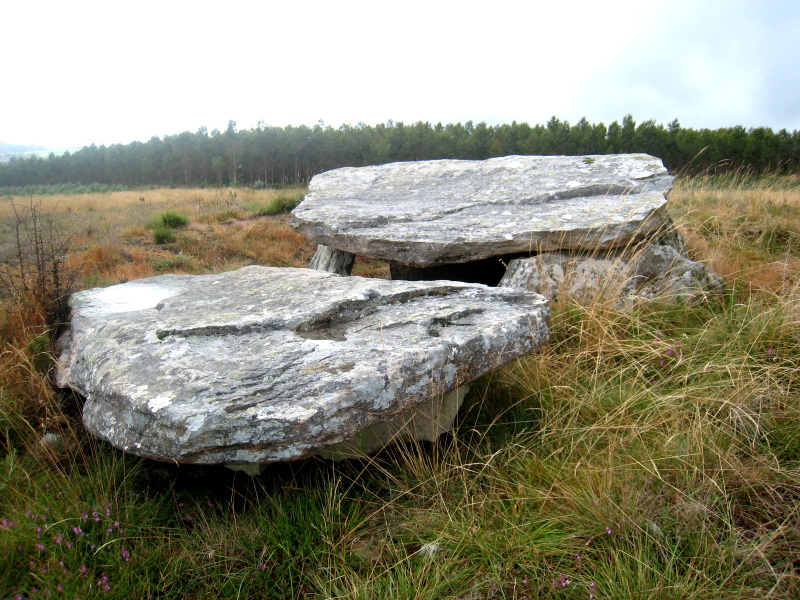
Arca da Piosa
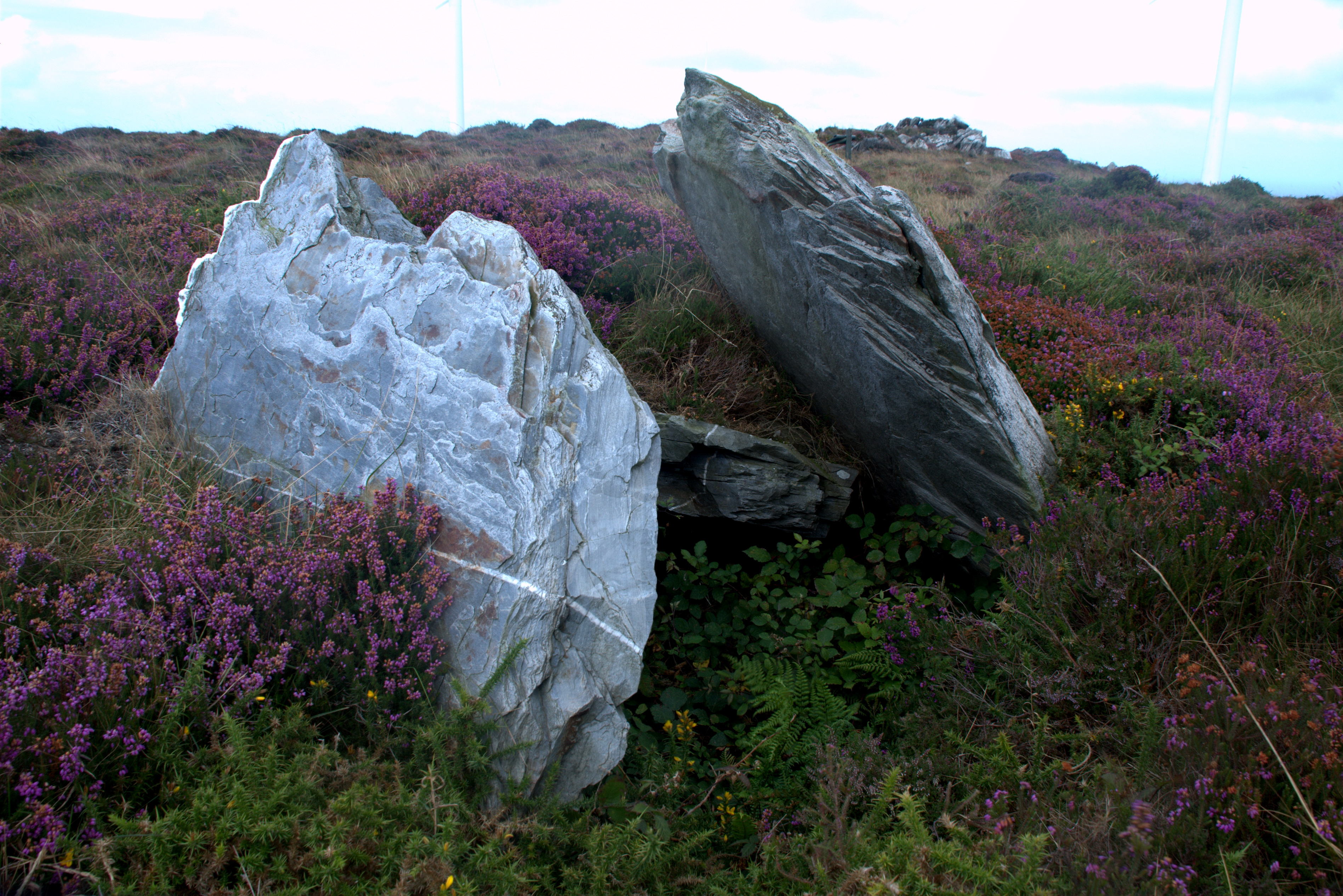
Forno dos Mouros, na necrópole de Pena Branca, Maañón